# Lyman-Alpha-Wald
Als Lyman-α-Wald / Lyman-Alpha-Wald (auch Lyα-Wald, in der Fachsprache oft auch englisch Lyman-alpha forest) werden Ansammlungen oft scharfer Absorptionslinien im Spektrum von Quasaren, den aktiven Kernen von Galaxien, bezeichnet. Diese Linien entstehen durch die Absorption des Lichtes in Wolken aus intergalaktischem Gas auf der Sichtlinie zum Quasar, hauptsächlich durch den Ly-α-Übergang des neutralen Wasserstoffs. Meist sind diese Wolken fast vollständig ionisiert, schon ein sehr kleiner Anteil von 0,01 % neutralem Wasserstoff würde zur fast vollständigen Absorption führen. Da der Durchgang des Lichtes durch diese Gaswolken bei unterschiedlichen Rotverschiebungen (d. h. bei unterschiedlichen Entfernungen) stattfindet, schließt sich der Lyman-Alpha-Wald auf der Seite kürzerer Wellenlänge an die rotverschobene Ly-α-Emissionslinie des Quasars an. Die Position einer Absorptionslinie im Spektrum entspricht dabei der räumlichen Position der verantwortlichen Gaswolke entlang der Sichtlinie.
Wie Untersuchungen zeigten, nimmt die Anzahl dieser Linien mit der Entfernung der Quasare zu. Bei hohen Rotverschiebungen führt dies zu weitgehender Absorption des entsprechenden Spektralbereichs. Daraus leiten die Astronomen ab, dass die Linien nicht von den Quasaren selbst hervorgerufen werden, sondern von Wasserstoffwolken stammen, die sich zwischen den Quasaren und der Erde befinden. Damit lassen sich aus der Anzahl, der Verteilung und der Stärke (Breite und Opazität) der Absorptionslinien Rückschlüsse auf Verteilung, Dichte, Temperatur und Ionisationsgrad der Wolken (und indirekt auch auf die Eigenschaften der Galaxienpopulationen) im Universum ziehen. Aus diesen Informationen wiederum können die Astronomen einige Eigenschaften des gesamten Universums, wie die Struktur des Kosmos, die Hubble-Konstante und die Dichte-Verteilung ableiten, sowie den Zeitraum der kosmischen Reionisierung bestimmen.